# Замок Карбарі
Замок Карбарі (англ. Carbury Castle, Carbery Castle, ірл. Caisleán na Cairbre) — один із замків Ірландії, розташований в графстві Кілдер біля однойменного селища Карбарі на межі з графством Оффалі. Замок нині в руїнах. Замок стоїть на пагорбі, який називають Фейрі-Хілл — Пагорб Фейрі (міфічних істот з потойбічного світу, персонажі ірландської міфології). Біля замку є витоки річки Бойн. Біля замку є селища Деррінтерн, Алленвуд, Тікневін, Кілліна.

## Історія замку Карбарі
Замок Карбарі стоїть біля двох курганів, що датуються початком бронзової доби, споруджені приблизно після 3000 р. до н. е. Замок стоїть на штучному пагорбі, який був насипаний англо-норманськими феодалами приблизно після 1171 року — після завоювання Ірландії. На цьому пагорбі була збудована дерев'яна фортеця типу «мотт-і-бейлі». Ця фортеця була попередником кам'яного замку Карбарі. Ця фортеця була побудована феодалом Мейлером ФітцГенрі. Землю дарував йому граф Стронгбоу. Біля руїн замку збереглися стародавня церква, давній особняк, цвинтар та мавзолей.
Замок побудований на землях, що здавна належали ірландському клану Карбре Ві Харда (ірл. Cairbre Uí Chiardha). Клан виник як септа клану Південних О'Нілів (Ві Нейлл). Англоїзована назва цього клану — Кері. Вожді цього клану згадуються в «Літописі Чотирьох Майстрів». Перша згадка про вождів клану Карбре Ві Харда у цьому літописі датується 952 роком.
У XIV столітті цю землю і цей замок придбав феодал норманського походження Де Бермінгем. Він же збудував найдавнішу частину кам'яного замку Карбарі. Потім замком володіла англо-норманська родина Престон. Лорд Престон носив титул барона Горманстон. Замок недовго був в руках норманських феодалів. Ірландські клани постійно нападали на замок і намагалися повернути собі свої споконвічні землі. У тому ж таки XIV столітті або після 1400 року замок вже був під контролем ірландських кланів. Приблизно у 1446 році Ірландський ватажок Дана Ніл Веллесліс уклав мир з графом Шрусбері — Джоном Талботом і спокійно володів цим замком. 23 жовтня 1554 року замок взяв в оренду терміном на 21 рік Генрі Коллі. З 1562 року родина Коллі вже повністю володіла замком. Коллі були предками герцога Велінгтона. Родина Коллі добудувала і розширила замок. На початку XVII століття в замку були добудовані 4 великі комини, прокладені нові великі вікна. На південь від замку родина Коллі збудувала церкву До-Ах та мавзолей родини Коллі.
Під час повстання за незалежність Ірландії в 1798 році замок використали повстанці як свою базу. Тоді ж замок під час боїв був сильно зруйнований.